# Ivahnivka, Krasnopillea
Ivahnivka (în ucraineană Івахнівка) este un sat în comuna Velîkîi Bobrîk din raionul Krasnopillea, regiunea Sumî, Ucraina.

## Demografie
Componența lingvistică a localității Ivahnivka
     Ucraineană (100%)
Conform recensământului din 2001, toată populația localității Ivahnivka era vorbitoare de ucraineană (100%).